# Брозио, Манлио
Манлио Джованни Брозио (итал. Manlio Giovanni Brosio; 10 июля 1897, Турин — 14 марта 1980, Турин) — итальянский государственный деятель, дипломат.

## Биография
С юных лет активно интересовался политикой. Во время Первой мировой войны добровольно вступил в армию. Служил в звании младшего лейтенанта в частях альпийских стрелков. Награждён Серебряной медалью.
После войны вступил в движение «Либеральная революция» (итал. Rivoluzione Liberale). Во время фашистской диктатуры был адвокатом в Турине. После падения фашизма, во время немецкой оккупации становится членом Комитета Национального Освобождения в Риме. После освобождения Италии становится Генеральным секретарём Либеральной партии.
Октябрь 1944 года — июнь 1945 года — Министр без портфеля в первом и втором Правительствах Бономи. Июнь 1945 года — ноябрь 1945 года — заместитель Председателя Совета Министров Италии в Правительстве Парри. Декабрь 1945 года — июль 1946 года — Военный министр в Правительстве Де Гаспери.
1947—1951 — посол Италии в СССР (Москва). 1951—1955 — посол Италии в Великобритании (Лондон). 1955—1960 — посол Италии в США (Вашингтон). 1960—1964 — посол Италии во Франции (Париж).
1964—1971 — Генеральный секретарь НАТО. 1972—1976 — Сенатор Италии от Либеральной партии и Председатель Группы Либеральной партии в Сенате. С января 1979 года — Председатель Атлантического комитета Италии.

## Награды
- Кавалер Большого креста ордена «За заслуги перед Итальянской Республикой» (1955)[1]
- Президентская медаль Свободы (США, 1971)[2]